# パウロ・フェレイラ
パウロ・レナト・レボショ・フェレイラ（Paulo Renato Rebocho Ferreira, 1979年1月18日 - ）は、ポルトガル、カスカイス出身の元同国代表サッカー選手。ポジションはディフェンダー。

## クラブ経歴
ジョゼ・モウリーニョ監督の信頼は厚く、同僚のリカルド・カルヴァーリョと同じくFCポルト時代から同監督のもとで数々のタイトル獲得に貢献した。チェルシーでは、加入した年からプレミアリーグのサッカーに適応し、レギュラーとして活躍。2004-05・2005-06シーズンのリーグ連覇に貢献した。しかしながら2006-07シーズン序盤はW杯の疲れからかコンディションが上がらずミスを連発し、右サイドバックのスタメンから外されるというスランプに陥った。2006年の年末にはジョン・テリーの怪我などから生涯初のセンターバックで起用されることもあったが、やはり安定感に欠けて批判の対象となった。ジョン・テリーがスタメンに復帰した2月10日のミドルスブラFC戦では本来の右サイドバックでプレーし、まずまずの動きを見せている。07-08シーズンのプレシーズンに怪我をして、調整不足な為か昨季と同じく調子は良くないが、10月に復調しかけた時に怪我をし約6週間離脱。12月のCLのバレンシア戦では復帰を果たしている。2008年2月にチェルシーとの契約を5年延長した。この延長はクラブ側が申し出たものであり、クラブからの信頼は厚い選手であるが、2008年のCL決勝では、右SBでエッシェンが先発を果たしており、大一番での出場は出来なかった。2013年5月に現役引退を表明した。
引退後はチェルシーの育成スタッフとして在籍しており、若手の育成という形でクラブに貢献し続けている。

## 代表経歴

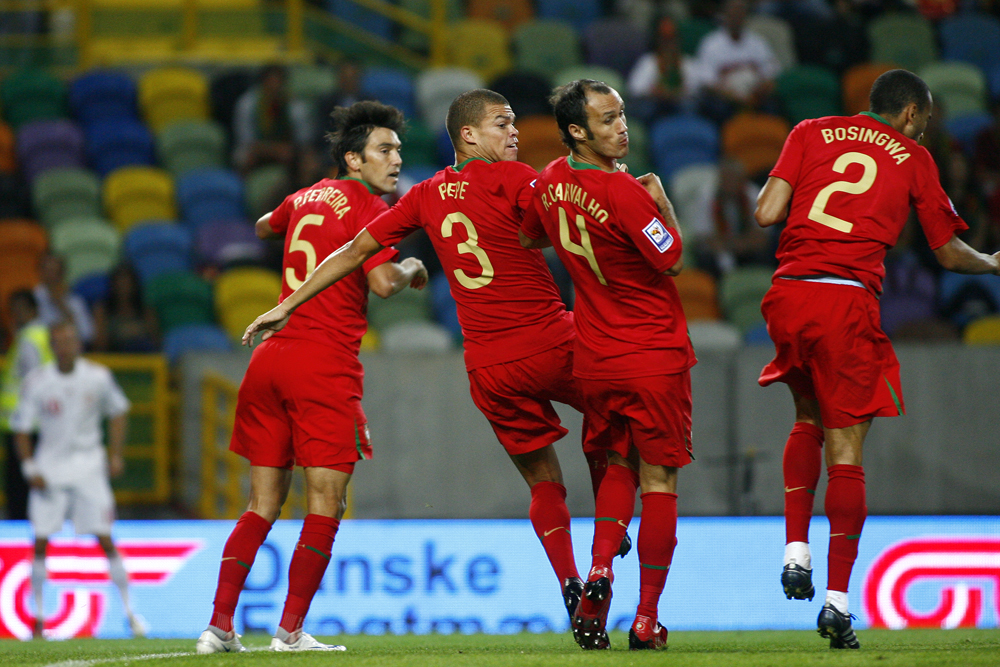
ワールドカップ予選（一番左がフェレイラ、対デンマーク戦）

地元開催のEURO2004の開幕戦ではスタメンだったが、ギリシャ相手に開始早々自ゴール前へのバックパスをとられてゴールにつながるという大失態を犯してしまって以降、同大会ではミゲル・モンテイロが負傷交替した決勝戦を除いて起用されなかった。2006 FIFAワールドカップ予選では信頼を回復し、本大会のメンバーにも選ばれた。メキシコ戦、フランス戦では負傷交代のミゲルに変わって出場、ドイツ戦にも出場した。ワールドカップ後は左SBのヌーノ・ヴァレンテが負傷が多い影響で代表では不在の為、左SBもこなせるフェレイラがスタメンでプレーすることも多かった。
2010 FIFAワールドカップを最後に代表を引退した。

## 逸話
- ジャッキー・チェンの大ファンであり、彼が出ている作品は見落とさないらしい。好きな女優はサンドラ・ブロック[2]。
- ショルダーバッグを気に入っているようで、公の場ではチェルシー公式のマガジンの表紙（2004年12月号）や優勝パレードに登場の際に身につけていた。
- 元同僚のウェイン・ブリッジはチェルシー公式サイトのインタビューで、左SBとしてのフェレイラの実力を「新たな好敵手」と認めていた。
- 2008年4月にリスボンの空港で降機後レンジャーズのサポーターにサインをしている時に卒倒し、その場に居合わせたサポーターに介抱された事がある。レンジャーズのサポーターがいたのはUEFAカップのスポルティングCP対レンジャーズのセカンドレグの試合があった為で、フェレイラが倒れたのは前日から何も食べていなかったのが原因らしい。フェレイラはヒースロー空港から乗り、ユニオンジャックのジャンパーを身につけていたという[3]。
- チェルシーでは背番号20をつけていたが、2008-09シーズンにかつてのFCポルト時代の同僚でポルトガル代表の当時の同僚だったデコが移籍してくると快く譲り、背番号を19に変更した。

## 所属クラブ
- GDエストリル・プライア 1997-1999
- ヴィトーリアFC 2000-2002
- FCポルト 2002-2004
- チェルシーFC 2004-2013

## 代表歴

### 出場大会
- ポルトガル代表
  - 2006 FIFAワールドカップ
  - 2010 FIFAワールドカップ

### 試合数
- 国際Aマッチ 62試合 0得点（2002年-2010年）[4]

| ポルトガル代表 | 国際Aマッチ | 国際Aマッチ |
| 年             | 出場        | 得点        |
| -------------- | ----------- | ----------- |
| 2002           | 2           | 0           |
| 2003           | 6           | 0           |
| 2004           | 11          | 0           |
| 2005           | 9           | 0           |
| 2006           | 7           | 0           |
| 2007           | 9           | 0           |
| 2008           | 10          | 0           |
| 2009           | 3           | 0           |
| 2010           | 5           | 0           |
| 通算           | 62          | 0           |

## タイトル
クラブ
FCポルト
- スーペル・リーガ : 2002-03, 2003-04
- タッサ・デ・ポルトガル : 2002-03
- スーペルタッサ・カンディド・デ・オリベイラ : 2003, 2004
- UEFAカップ : 2002-03
- UEFAチャンピオンズリーグ : 2003-04

チェルシーFC
- プレミアリーグ : 2004-05, 2005-06, 2009-10
- FAカップ : 2006-07, 2008-09, 2009-10, 2011-12
- カーリングカップ : 2004-05, 2006-07
- FAコミュニティ・シールド : 2005, 2009
- UEFAチャンピオンズリーグ : 2011-12
- UEFAヨーロッパリーグ : 2012-13